# Gomelo II

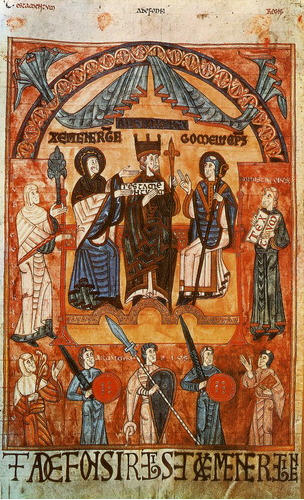
Miniatura medieval que representa a Alfonso III, en el centro, con la reina Jimena a su izquierda y el obispo Gomelo a su derecha. La abreviación encima del obispo «GOMELL EPS» Gomellus episcopus.

Gomelo II (m c. 906) fue un obispo de Oviedo que sucedió a Hermenegildo I probablemente alrededor del año 892 y ocupó este cargo durante los últimos años del reinado de Alfonso III de Asturias. 
Solamente existe un documento de su episcopado que años más tarde fue manipulado por el obispo Pelayo. Fechado el 20 de enero de 905, el documento fue expedido en la catedral de Oviedo y firmado por Gomellus episcopus Ovetensis y por los obispos Froilán de León, Sisnando I de Iria Flavia, Nausto de Coímbra y Recaredo de Lugo. El documento trata sobre la construcción de un castillo al lado de la iglesia para guardar las reliquias y albergar a los refugiados durante las incursiones de los vikingos. La catedral también recibía otras donaciones tales como libros, ornamentos, pueblos, monasterios, iglesias y rentas. Sin embargo, la jurisdicción concedida sobre la catedral de Lugo y los pueblos de Avilés y Gijón es considerada una añadidura posterior y una falsificación. La fecha del 1 de febrero de 925 atribuida a una copia de este diploma en 1612 es errónea y fue corregida basándose en la lista de los obispos que confirman la donación.
No se sabe con certeza si Gomelo fue obispo metropolitano. Según un documento atribuido al obispo Pelayo, el rey Alfonso celebró un concilio en Oviedo en el año 901 en el que, con el beneplácito del papa, la sede de Oviedo fue elevada al rango de diócesis metropolitana, aunque la autenticidad de este concilio está en entredicho.
Durante su pontificado, el rey Alfonso III el Magno mandó construir el Monasterio de Santa María de Valdedios para monjes benedictinos y la iglesia de San Salvador de Valdedios, conocida popularmente como «El Conventín», y fueron consagrados con gran fervor e importancia, ya que asistieron a la consagración siete obispos de los que quedaban en la diócesis. También el rey donó la iglesia de San Vicente que estaba situada en la falda del Monte Naranco, la de Santa María de Tiñana, la de «Santa Cruz de Nora», el castillo de Gozón, la de San Julián de los Prados, también conocida como de «Santullano», la de San Miguel de Lillo, la villa de Avilés que incluían sus iglesias de San Juan y la de Santa María, así como Santianes de Pravia con todas sus pertenencias.